# 卡恩斯半島
卡恩斯半島（英語：Kearns Peninsula），是南極洲的半島，位於埃爾斯沃思地，處於波塔卡灣和皮爾灣之間的瑟斯頓島北部，現時由南極條約體系管理。